# Аккумуляция (геология)
Аккумуляция (лат. accumulatio — накопление) — процесс накопления рыхлого минерального материала и органических остатков на поверхности суши и на дне водоёмов.
Аккумуляция происходит у подножия склонов, в долинах и в других отрицательных формах рельефа различного размера: от карстовых воронок до крупных прогибов и впадин тектонического происхождения, где аккумулирующиеся отложения образуют мощные толщи, постепенно превращающиеся в осадочные горные породы. На дне океанов, морей, озёр и других водоёмов аккумуляция есть важнейший экзогенный процесс.
В крупных предгорных прогибах мощность толщи аккумулятивных наносов превышает несколько километров. Равнины, образующиеся вследствие длительного накопления (аккумуляции) толщ рыхлых осадочных пород, называют аккумулятивными. Они могут быть различного происхождения: морского (равнины морской аккумуляции, или первичные), речного (аллювиальные равнины), озёрного (озёрные равнины), ледникового (моренные, флювиогляциальные или зандровые равнины). К наиболее обширным аккумулятивным равнинам относятся: Западно-Сибирская, Амазонская, Прикаспийская, Центрально-Якутская. Аккумулятивными также являются глубоководные абиссальные равнины дна океанов, как и большая часть окаймляющих континенты шельфов.